# Троицкий Ионинский монастырь
Свя́то-Тро́ицкий Ио́нинский монасты́рь (укр. Свято-Троїцький Іонинський монастир) — мужской монастырь Киевской епархии Украинской православной церкви, расположенный в Киеве на Зверинце.

## История
Основан в 1860-е годы архимандритом Выдубицкого монастыря Ионой (Мирошниченко) на землях княгини Екатерины Васильчиковой, вдовы киевского генерал-губернатора. До Первой мировой войны в обители велось строительство самой высокой в Российской империи колокольни (проектная высота 110 м). К 1918 году насчитывал более 800 монахов и послушников. Действовал до 1934 года, когда был закрыт по распоряжению советских властей. В 1935 году монастырь оказался на территории новооснованного Ботанического сада Академии наук УССР.
В 1991 году возвращён Украинской православной церкви. К началу 2000-х годов был отреставрирован главный храм монастыря — Свято-Троицкая церковь, колокольня, башня с часами, отстроены братские корпуса. В 1997 году братией Ионинского монастыря началось восстановление пещер и храма Зверинецкого монастыря. В 2009 году Зверинецкий скит выделился в самостоятельный монастырь.

## Настоятели
- Иона (Мирошниченко) (1860-е—1902)
- Агапит (Бевцик) (22 июня 1994—1998)
- Иона (Черепанов) (с 26 июля 1999)

## Периодические издания
- «Отрок.ua» (журнал). Издаётся с 2004. Периодичность 1 раз в месяц, формат А4, 64 стр., тираж 10 000, на 01.2010 г. изданы 49 номеров.

## Галерея

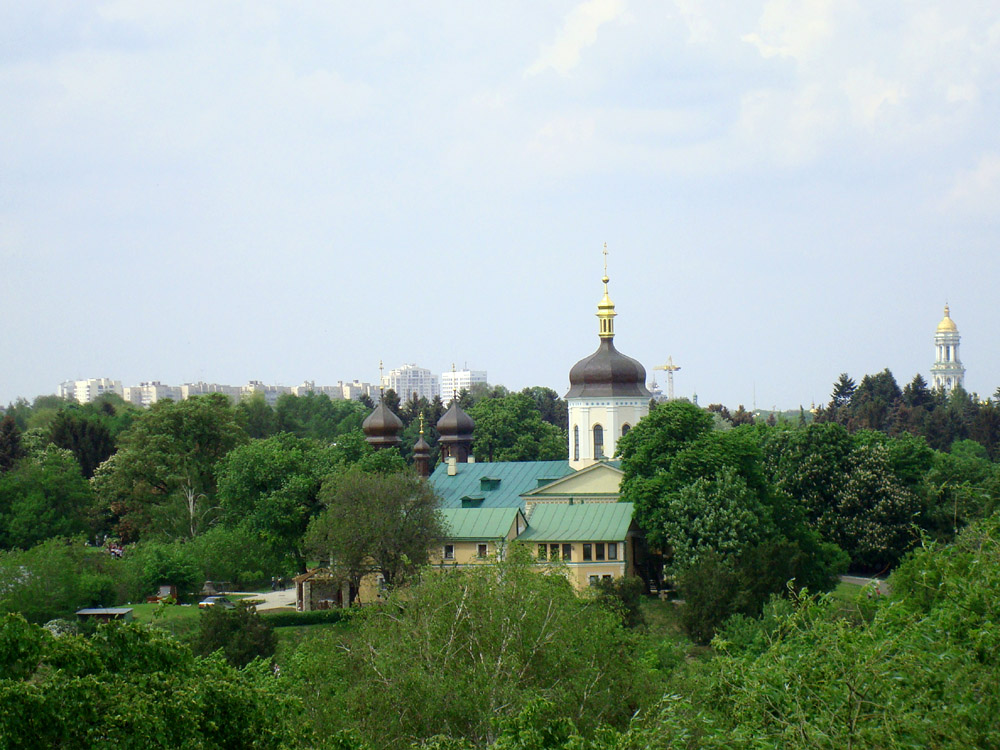
Вид на монастырь с юга
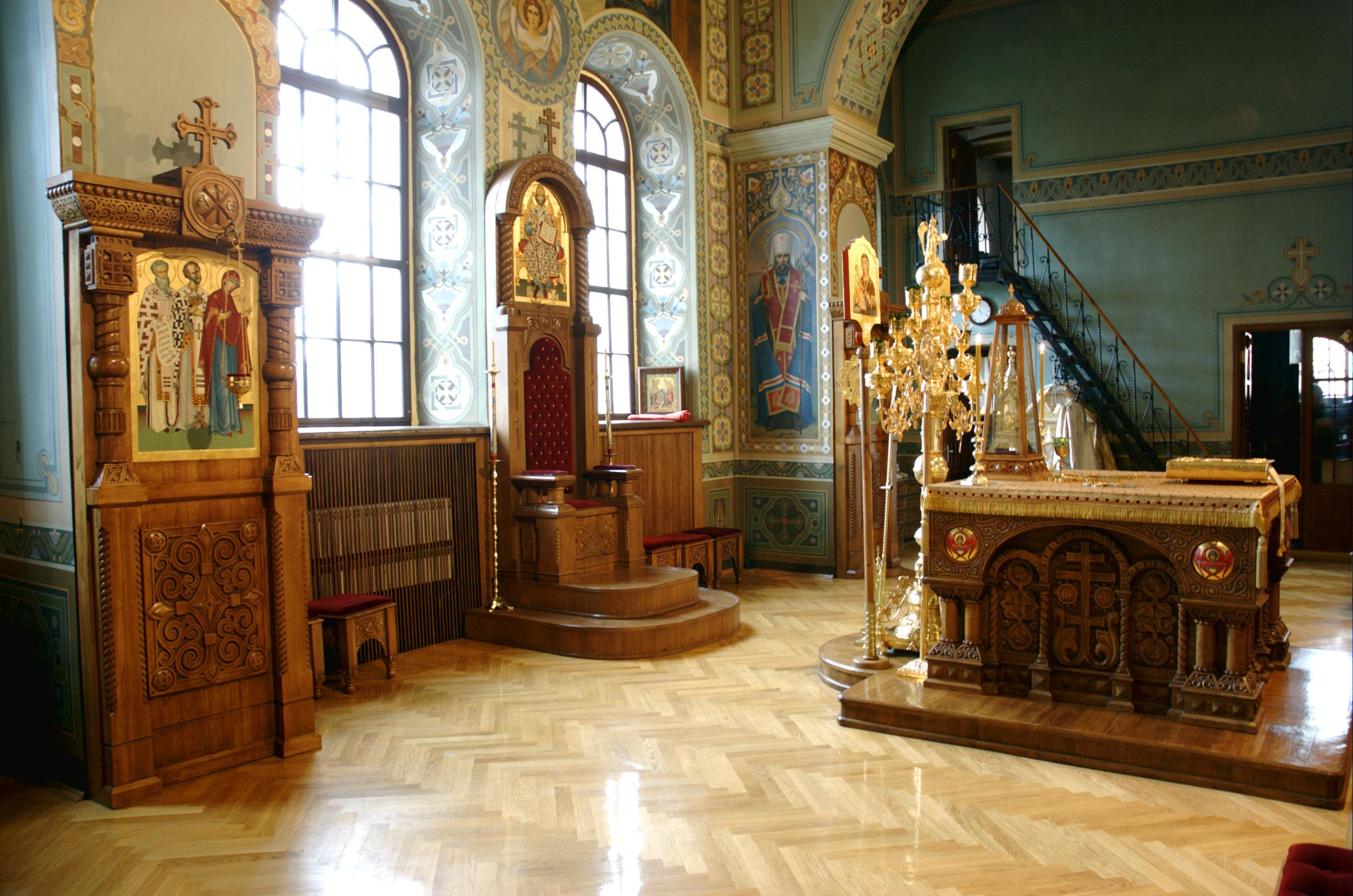
Центральный алтарь Свято-Троицкого храма
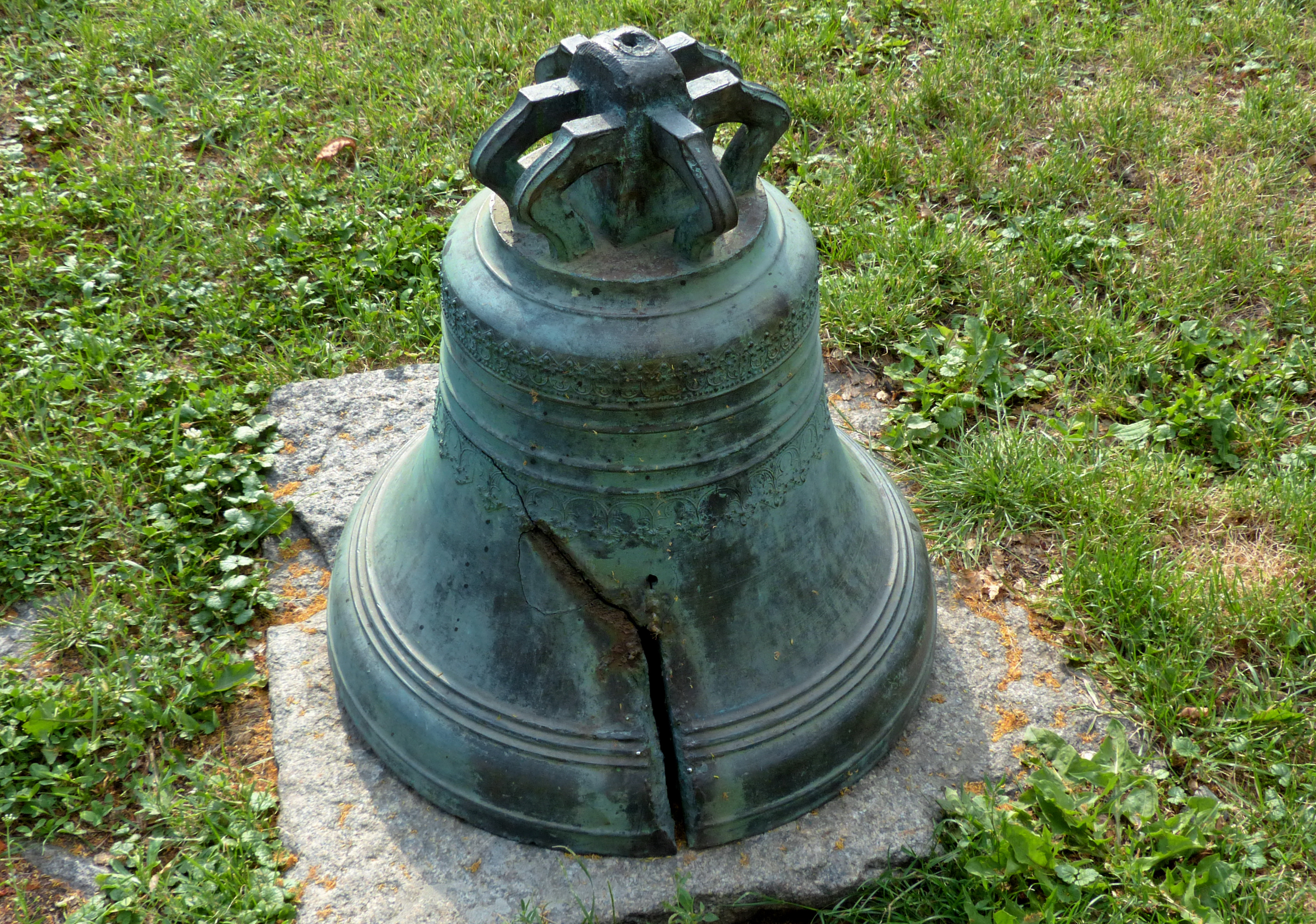
Старый колокол
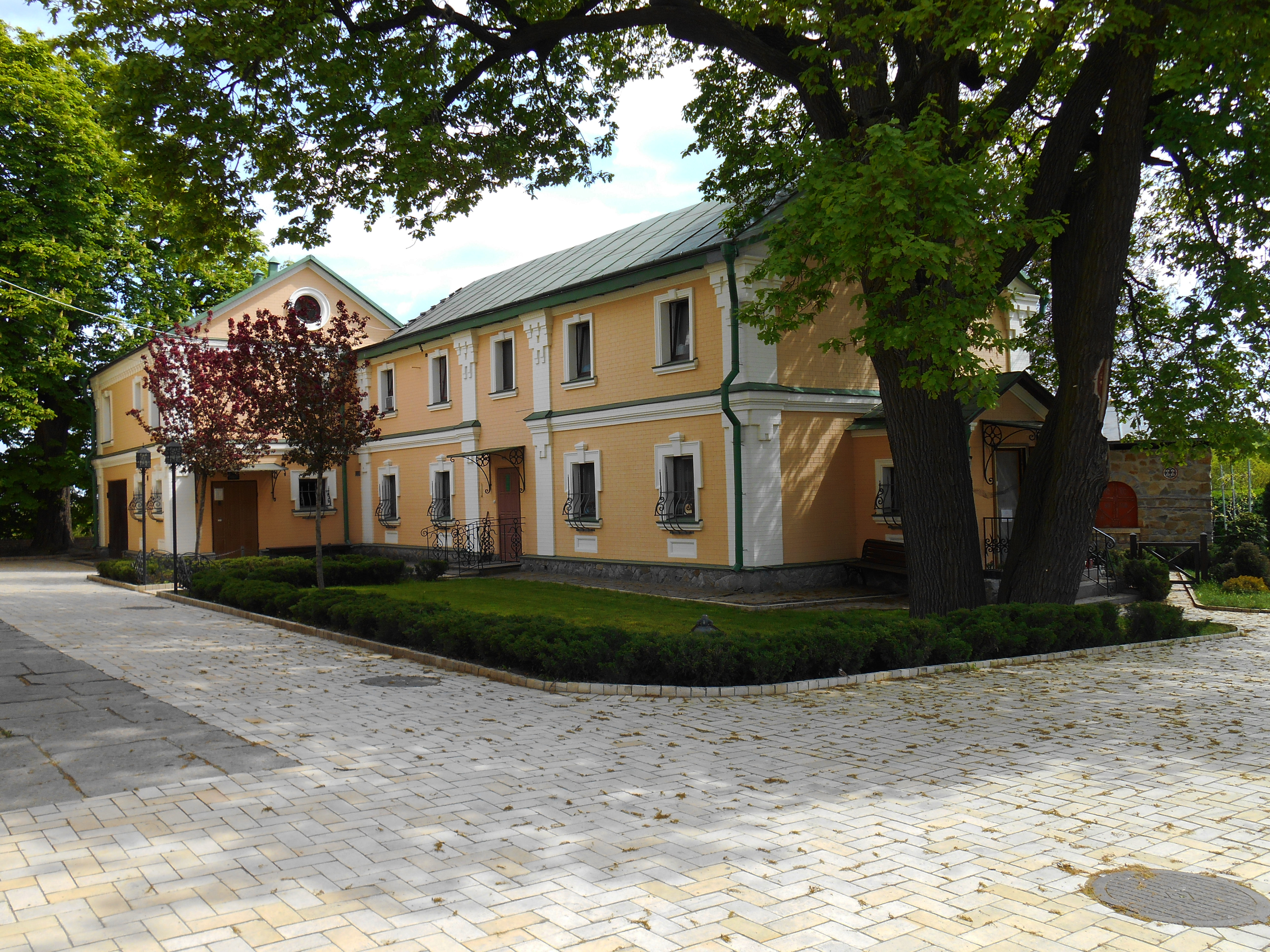
Внутренний двор